# East Whittier
East Whittier ist ein Census-designated place (CDP) im Los Angeles County im US-Bundesstaat Kalifornien, Vereinigte Staaten. Im Jahr 2020 hatte der 10.394 Einwohner.

## Geographie
Nach den Angaben des United States Census Bureaus hat der CDP eine Gesamtfläche von 2,9 km², die sich vollständig aus Land zusammensetzt.

## Demographie
Zum Zeitpunkt des United States Census 2000 bewohnten das damalige East La Mirada 9538 Personen. Die Bevölkerungsdichte betrug 3317,7 Personen pro km². Es gab 3382 Wohneinheiten, durchschnittlich 1176,4 pro km². Die Bevölkerung East La Miradas bestand zu 75,29 % aus Weißen, 1,79 % Schwarzen oder African American, 0,77 % Native American, 3,65 % Asian, 0,14 % Pacific Islander, 13,48 % gaben an, anderen Rassen anzugehören und 4,89 % nannten zwei oder mehr Rassen. 38,16 % der Bevölkerung erklärten, Hispanos oder Latinos jeglicher Rasse zu sein.
Die Bewohner des damaligen East La Mirada verteilten sich auf 3321 Haushalte, von denen in 36,7 % Kinder unter 18 Jahren lebten. 58,1 % der Haushalte stellten Verheiratete, 12,0 % hatten einen weiblichen Haushaltsvorstand ohne Ehemann und 25,3 % bildeten keine Familien. 19,8 % der Haushalte bestanden aus Einzelpersonen und in 8,6 % aller Haushalte lebte jemand im Alter von 65 Jahren oder mehr alleine. Die durchschnittliche Haushaltsgröße betrug 2,86 und die durchschnittliche Familiengröße 3,32 Personen.
Die Bevölkerung verteilte sich auf 27,5 % Minderjährige, 9,2 % 18–24-Jährige, 30,0 % 25–44-Jährige, 20,8 % 45–64-Jährige und 12,5 % im Alter von 65 Jahren oder mehr. Das Durchschnittsalter betrug 35 Jahre. Auf jeweils 100 Frauen entfielen 94,6 Männer. Bei den über 18-Jährigen entfielen auf 100 Frauen 91,3 Männer.
Das mittlere Haushaltseinkommen in East La Mirada betrug 51.440 US-Dollar und das mittlere Familieneinkommen erreichte die Höhe von 59.063 US-Dollar. Das Durchschnittseinkommen der Männer betrug 46.395 US-Dollar, gegenüber 31.670 US-Dollar bei den Frauen. Das Pro-Kopf-Einkommen belief sich auf 20.613 US-Dollar. 5,8 % der Bevölkerung und 4,3 % der Familien hatten ein Einkommen unterhalb der Armutsgrenze, davon waren 2,7 % der Minderjährigen und 10,3 % der Altersgruppe 65 Jahre und mehr betroffen.

## Politische Vertretung
East Whittier gehört zum 39. Kongresswahlbezirk Kaliforniens und hat einen Cook PVI of D +13.
Auf bundesstaatlicher Ebene fällt East Whittier in den 30. Wahlbezirk zum Senat von Kalifornien und gehört zum 58. Wahlbezirk zur California State Assembly.